# Municipio de Castle Butte (condado de Pennington)
El municipio de Castle Butte (en inglés: Castle Butte Township) es un municipio ubicado en el condado de Pennington en el estado estadounidense de Dakota del Sur. En el año 2010 tenía una población de 28 habitantes y una densidad poblacional de 0,21 personas por km².

## Geografía
El municipio de Castle Butte se encuentra ubicado en las coordenadas 43°46′41″N 102°5′26″O / 43.77806, -102.09056. Según la Oficina del Censo de los Estados Unidos, el municipio tiene una superficie total de 132.82 km², de la cual 132,14 km² corresponden a tierra firme y (0,51 %) 0,68 km² es agua.

## Demografía
Según el censo de 2010, había 28 personas residiendo en el municipio de Castle Butte. La densidad de población era de 0,21 hab./km². De los 28 habitantes, el municipio de Castle Butte estaba compuesto por el 96,43 % blancos y el 3,57 % eran de una mezcla de razas. Del total de la población el 0 % eran hispanos o latinos de cualquier raza.